# Сакарија Таулафо
Сакарија Таулафо (енгл. Sakaria Taulafo; 29. јануар 1983) професионални је рагбиста и репрезентативац Самое, који тренутно игра за Стад Франс.

## Биографија
Висок 183 цм, тежак 120 кг, Таулафо је пре Стад Франса играо за Нелсон бејсе, Тасман и Воспсе. За репрезентацију Самое је до сада одиграо 40 тест мечева и постигао 1 есеј.